# Магура, Сильвестр Сильвестрович
Сильве́стр Сильве́стрович Магу́ра (1897—1938) — советский археолог и музейный работник.

## Биография
Родился в селе Гусиное Холмского уезда Люблинской губернии в семье учителя. После смерти отца находился на попечении старшего брата, работавшего школьным учителем в Ревеле. Окончил тамошнюю Николаевскую гимназию, в 1917—1920 годах обучался в Киевском университете, затем до 1922 года заведовал школой в Гайсине. Возвратившись для завершения учёбы в Киевский институт народного образования (бывший университет), параллельно поступил в Киевский археологический институт. В это время учителями С. С. Магуры выступали С. А. Ефремов, Н. Ф. Беляшевский, А. П. Новицкий, А. М. Лобода, П. А. Тутковский, В. Г. Ляскоронский, Ф. Л. Эрнст, В. Е. Данилевич, В. Е. Козловская.
В 1925 году был принят на работу в археологический отдел Всеукраинского исторического музея им. Т. Г. Шевченко. Числился внештатным сотрудником Всеукраинского археологического комитета, принимал участие в заседаниях Трипольской комиссии. По окончании аспирантуры при музее защитил квалификационную работу (аналог кандидатской диссертации) о развитии косторезного ремесла в Киевской земле, обретя статус «научного работника в сфере археологии». Научный труд С. С. Магуры высоко оценили Н. Е. Макаренко, Ф. Л. Эрнст, П. П. Куринный, В. Е. Козловская и другие специалисты.
В 1931 году переходит на работу в Археологический музей ВУАН, работает над исследовательской темой «Буржуазная археологическая схема Городцова и её влияния в украинской археологии». В 1933 году возглавляет коллектив музея. С 1934 года — научный сотрудник Института истории материальной культуры, в 1937 году получил звание старшего научного сотрудника.
14 декабря 1937 года арестован как участник «антисоветской националистической террористической организации», обвинён во вредительстве на «историко-культурном фронте». На допросах признал, что был завербован Ф. А. Козубовским в 1935 году. Расстрелян 8 января 1938 года по решению «тройки» при Киевском областном управлении НКВД от 29 декабря 1937 года. Посмертно реабилитирован в 1960 году.
Сын — Игорь Сильвестрович Магура (1928—2022), нейрофизиолог, академик НАН Украины.

## Научная деятельность
Участвовал в исследованиях поселения трипольской культуры у села Томашовка (1925), греческой колонии Ольвия (1926), местонахождений разных эпох в черте Киева (1926), производил археологические разведки близ Гайсина (1926—1927) и в бассейне Остра (1927). В 1928 году провёл небольшие раскопки у села Триполье, в 1929 году исследовал памятники роменской культуры в окрестностях Сум под руководством Н. Е. Макаренко. В 1930 году обследовал славянское городище в Коростене, в составе Днепрогэсовской археологической экспедиции под началом Д. И. Яворницкого исследовал курганы близ села Кушугумы.
В 1932—1933 годах произвёл раскопки на Замковой горе в Киеве, выявив материалы VII—IX веков, впоследствии отнесённые к лука-райковецкой культуре. Были изучены также напластования XI—XV столетий. В 1935 году С. С. Магура продолжил исследования Киева, раскопав несколько полуземлянок XI—XIII веков и погребений на углу улиц Короленко и Жертв Революции.
В 1934—1937 годах возглавлял Трипольскую археологическую экспедицию, в составе которой работали сотрудники ГАИМК Т. С. Пассек и Е. Ю. Кричевский. Основные работы экспедиции велись в окрестностях сёл Триполье и Халепье к югу от Киева, в 1936 году было начато изучение поселения у села Владимировка. Ленинградские специалисты В. И. Равдоникас и П. Н. Третьяков характеризовали начальника Трипольской экспедиции как одного из лучших знатоков археологии Украины. По их мнению, С. С. Магура обладал хорошей методической подготовкой, что позволило ему провести качественные полевые исследования и внести значительный вклад в науку.
Арест и казнь С. С. Магуры привели к вычёркиванию его имени из истории науки. Многие труды учёного впоследствии публиковались под именами других сотрудников Трипольской экспедиции.

## Основные сочинения
- Питання побуту на підставі залишків трипільської культури (укр.) // Трипільська культура на Україні  / за ред. В. Козловської, П. Курінного. — Київ, 1926. — Вип. 1. — С. 97—112. Архивировано 3 декабря 2023 года.
- Побут по залишках трипільської культури (укр.) // Червоний шлях. — 1926. — № 11—12. — С. 125—140. Архивировано 24 января 2022 года.
- Бібліографічний покажчик з археології (укр.) // Записки Всеукраїнського археологічного комітету. — Київ: ВУАН, 1930. — Т. I. — С. 337—356.
- Археологічні досліди на Сумщині року 1929-го (укр.) // Хроніка археології та мистецтва  / за ред. В. Козловськой. — Київ: ВУАК, 1930. — Вип. 1. — С. 33—36. Архивировано 14 июля 2019 года.
- Дві мідяні посудини з Черкащини (укр.) // Хроніка археології та мистецтва  / за ред. В. Козловськой. — Київ: ВУАК, 1930. — Вип. 1. — С. 53—55. Архивировано 3 декабря 2023 года.
- Випадкові знахідки за р. 1927 (укр.) // Хроніка археології та мистецтва  / за ред. В. Козловськой. — Київ: ВУАК, 1930. — Вип. 2. — С. 49—57. Архивировано 3 декабря 2023 года.
- До праці про стару слов’янську кераміку часів родоплемінного ладу (з приводу розкопів на горі Киселівці в Києві 1932 р.) (укр.) // Наукові записки Інституту історії матеріальної культури / відп. ред. Ф. А. Козубовський. — Кн. 1. — Київ: Вид-во ВУАН, 1934. — С. 53—73.
- Розкопки на горі Киселівці в Києві 1933 р. (укр.) // Наукові записки Інституту історії матеріальної культури / відп. ред. Ф. А. Козубовський. — Кн. 1. — Київ: Вид-во ВУАН, 1934. — С. 212.
- Early Slavonic Pottery Dug Up at Kiselivka Hill, Kiev, in 1932 (англ.) // The Journal of the Royal Anthropological Institute of Great Britain and Ireland[англ.]. — 1935. — Vol. LXV. — P. 113—121. — JSTOR 2843844.
- Дослідження т. зв. «трипільської культури» (укр.) // Наукові записки Інституту історії матеріальної культури / відп. ред. Ф. А. Козубовський. — Кн. 3—4. — Київ: Вид-во ВУАН, 1935. — С. 104—105. Архивировано 26 марта 2023 года.
- Експедиція 1934 р. для дослідження пам’яток трипільської культури (укр.) // Наукові записки Інституту історії матеріальної культури / відп. ред. М. І. Ячменьов. — Кн. 2. — Київ: Вид-во АН УРСР, 1937. — С. 67—95. Архивировано 26 марта 2023 года.